# Guysborough (ancienne circonscription fédérale)
Pour les articles homonymes, voir Guysborough (homonymie).
Guysborough fut une circonscription électorale fédérale de Nouvelle-Écosse. La circonscription fut représentée de 1867 à 1917.
C'est l'Acte de l'Amérique du Nord britannique qui créa la circonscription électoral d'Antigonish en 1867. Abolie en 1914, la circonscription fut réunie à celle d'Antigonish pour former Antigonish—Guysborough.

## Géographie
En 1867, la circonscription de Guysborough comprenait:
- Le comté de Guysborough

## Députés
1. 1867-1874 — Stewart Campbell, Anti-confédéré et Libéral-conservateur
2. 1874-1878 — John Angus Kirk, Libéral
3. 1878-1882 — Alfred Ogden, Conservateur
4. 1882-1891 — John Angus Kirk, Libéral (2)
5. 1891-1904 — Duncan C. Fraser, Libéral
6. 1904-1917 — John H. Sinclair, Libéral